# Eneide di Krypton
Eneide di Krypton è una colonna sonora del gruppo musicale italiano Litfiba, pubblicata nell'ottobre 1983 dalla Suono Records.
L'album è stato composto appositamente dal gruppo per fungere da colonna sonora allo spettacolo teatrale dell'Eneide di Virgilio, messo in scena dalla compagnia teatrale dei fiorentini Krypton.

## Descrizione
Quasi interamente strumentale, venne ideato e composto dal musicista Andrea Venturelli (unico musicista presente sul lato A), compositore della compagnia teatrale e dalla band dei Litfiba su commissione dei Krypton, al fine di utilizzare le canzoni del disco non solo come supporto sonoro, ma anche come parte integrante per il loro spettacolo di rappresentazione dell'Eneide. La storia dell'opera, infatti, veniva eseguita facendo largo uso nelle scene di laser verdi e tapis roulant; proprio su un tapis roulant, durante lo show, interveniva Piero Pelù a recitare alcuni versi.
L'LP presenta diversi episodi sonori, alcuni collegati tra loro e spesso ripetuti, quasi interamente costruiti dalle tastiere di Antonio Aiazzi e dal basso di Gianni Maroccolo. Tutte le canzoni sono strumentali, eccetto Il racconto di Enea, in cui Pelù recita alcuni versi dell'Eneide.
La prima edizione di quest'opera uscì nel 1983, poi venne ristampata illegalmente, ovvero senza il consenso dei Litfiba, dalla Suono Records in MC, Picture disc e CD nel 1990. Tuttavia, al giorno d'oggi, l'edizione in CD è praticamente introvabile, in quanto rimossa dal mercato quasi subito.
In un'intervista a inizio gennaio 2014, Giancarlo Cauteruccio dei Krypton annuncia di essere al lavoro con Antonio Aiazzi e Gianni Maroccolo su una riscrittura dell'Eneide a trent'anni esatti di distanza edizione.

## Tracce
Musiche di Andrea Venturelli (lato A) e dei Litfiba (lato B).
Lato A
1. La tempesta – 2:10
2. Approdo sulle coste della Libia – 16:25

Lato B
1. Il racconto di Enea – 5:30
2. L'incontro d'amore – 7:15
3. La battaglia – 6:17
4. Il canto dei latini – 2:26

## Formazione
Lato A
- Andrea Venturelli - synth, Elka Synthex, Roland System 7000

Lato B
Gruppo
- Piero Pelù - voce
- Ghigo Renzulli - chitarra
- Gianni Maroccolo - basso
- Antonio Aiazzi - tastiere
- Renzo Franchi - batteria

Altri musicisti
- Sergio Pani - sassofono contralto in L'incontro d'amore

Produzione
- Alberto Pirelli - produzione
- Sergio Salaorni - ingegneria del suono
- Daniele Trambusti - missaggio